# Glypta caucasica
Glypta caucasica là một loài tò vò trong họ Ichneumonidae.